# أخبار النساء
أخبار النساء هو كتاب طبع لأول مرة بمصر سنة 1319 هـ منسوباً إلى ابن القيم، والصحيح أنه من تأليف ابن الجوزي، اختصره مع تجريد أسانيده من كتاب النساء لأبي الفرج الأصفهاني، ولم ينبه إلى ذلك د. نزار رضا في نشرته للكتاب منسوباً لابن القيم ومادة الكتاب تشهد أنه أبعد ما يكون من تآليف ابن القيم، الذي تبرز شخصيته العلمية والأدبية في كل تآليفه. والكتاب مبني على تسعة أبواب، بلا مقدمة. وهي في أوصاف النساء وأخلاقهن، وفيه الباب الثامن: (من أحاديث المؤلفين) وهو عنوان اعتباطي، ربما كان من إضافات النساخ. وللسيدة منى الخراط مختارات من هذا الكتاب (بيروت 1998م) حذفت منه كما تقول ما لا يصلح أن تطلع عليه ناشئتنا من بعض القصص والألفاظ والأشعار.